# Spathius striolatus
Spathius striolatus är en stekelart som först beskrevs av Cameron 1905.  Spathius striolatus ingår i släktet Spathius och familjen bracksteklar. Inga underarter finns listade i Catalogue of Life.